# Är du kär i mej ännu Klas-Göran?

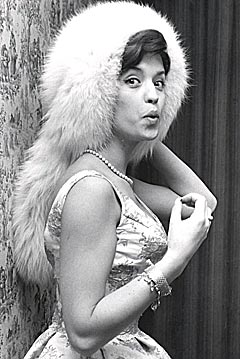
Lill-Babs (här 1961) sjöng den första versionen av "Är du kär i mej ännu Klas-Göran?".

"Är du kär i mej ännu Klas-Göran?", skriven av Stikkan Anderson, är en låt som 1959 på skiva sjöngs in av Lill-Babs (Karusell K 307). Skivan såldes i  mer än 125 000 exemplar och blev hennes första guldskiva. Låten beskrivs som 'första genombrott' för dem båda.
Lill-Babs ville först inte spela in den eller framföra den live då hon "tvingades" att sjunga den i folkdräkt och på dialekt.

## Andra versioner

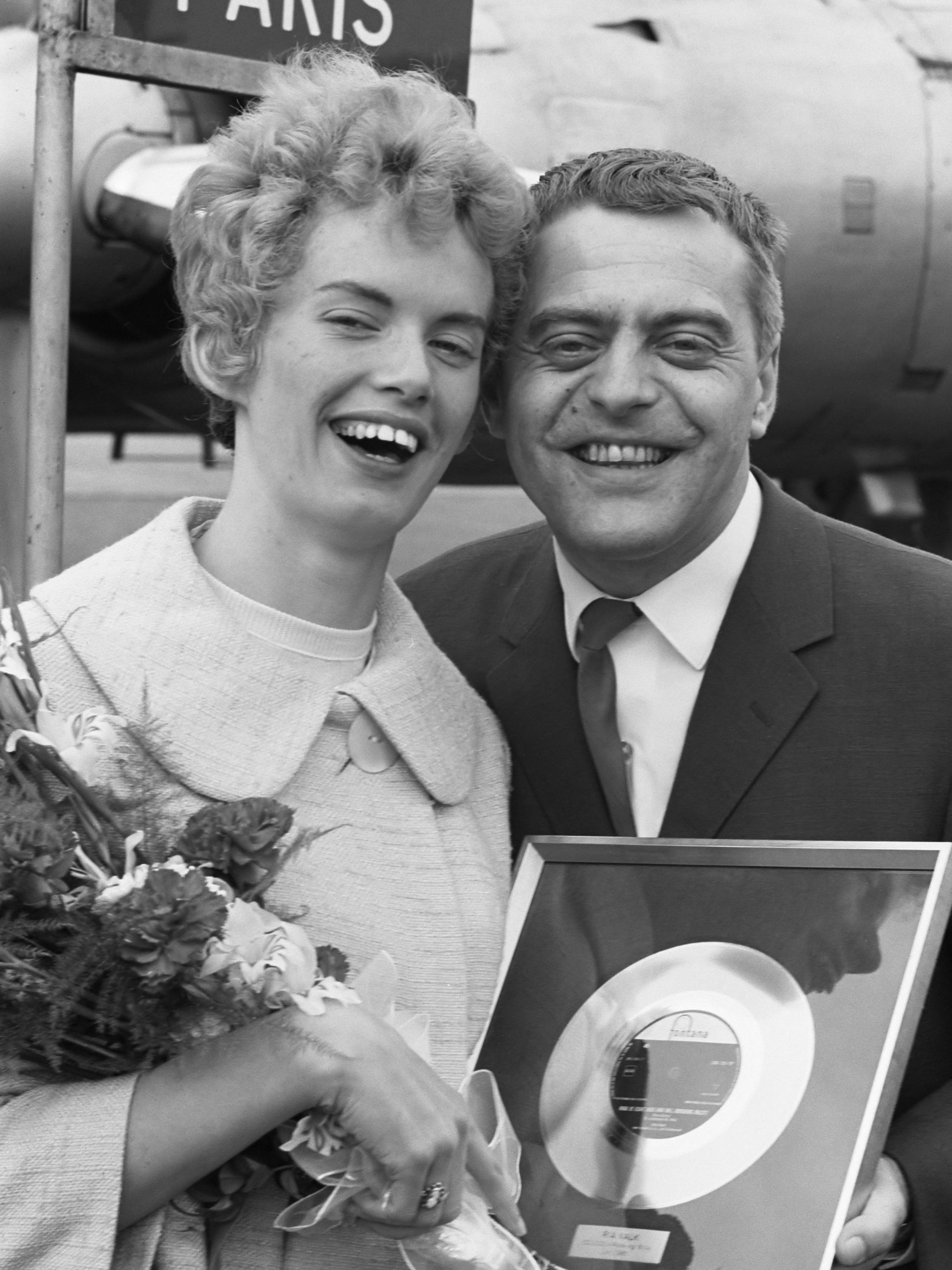
Artisten Ria Valk och låtskrivaren Stig Anderson (1961). Ria Valk spelade in en version på nederländska ("Hou je echt nog van mij Rockin' Billy").

Det finns också en version med Ulla-Bella Fridh med Göte Wilhelmsons orkester (Philips 421 535 PE: odaterad).
Grethe Sønck spelade samma år sången med text på danska som "Mon du elsker mig stadig Klaus Jørgen". Brita Koivunen spelade in på finska Mua lemmitkö vielä oi Kustaa. Nora Brockstedt med Arnt Haugens ensemble spelade in en norsk utgåva: Er du glad i meg ennå, Karl-Johan? till text av C.C. Bøyesen på skivmärket RCA. Ria Valk har spelat in en version på nederländska, Hou je echt nog van mij Rockin' Billy.
Året efter originalet släpptes gjorde Lill-Babs en efterföljare, "Kom tillbaka me'samma Klas-Göran" (1960) (Karusell KSEP 3206), med samma melodi och arrangemang, med skrattande sax, sordin-trumpeter och xylofon.
Samma år gav Margareta Bienert ut en "svarsskiva", "Klas-Göran återfunnen" ('Det var jag som tog hand om Klas-Göran') (1960): (Polydor NH 10896). Här omvandlades originalets melodi från tretakts vals till fyrtakts quickstep, med ett vanligt rock-arrangemang utan särskilda effekter förutom ljudet av Klas-Görans vedsågning i början.
En engelskspråkig version, "Just a Letter to Me You Won't Send" med Lill-Babs, utgavs på singelskivan Columbia 4-41918 i USA.
Siw Malmkvist och Ann-Louise Hansson framförde en version med nyskriven text som en hyllning till Barbro "Lill-Babs" Svensson i samband med hennes begravning.